# كنوت ليندبرغ
كنوت ليندبرغ (بالسويدية: Knut Lindberg)‏ (و. 1882 – 1961 م) هو منافس ألعاب قوى، ولاعب كرة قدم، وشخصية أعمال، من السويد، شارك في الألعاب الأولمبية الصيفية 1912، والألعاب الأولمبية الصيفية 1908، والألعاب الأولمبية الصيفية 1906، توفي عن عمر يناهز 79 عاماً.

## روابط خارجية
- كنوت ليندبرغ على موقع أوليمبيديا (الإنجليزية)
- كنوت ليندبرغ على موقع اللجنة الأولمبية السويدية (السويدية)